# 拿著橘子的犹太人
拿著橘子的犹太人(波蘭語：Żydówka z pomarańczami, Pomarańczarka, Przekupka z Pomarańczami) 是亚历山大·吉列姆斯基于1880年至1881年期間創作的油画。它在第二次世界大战纳粹占领波兰时被德軍拿走，直到2011年才現身。
這幅作品由亚历山大·吉列姆斯基1880年至1881年间在华沙創作。画作主人公是一位犹太人店主。

## 历史
這幅畫最初被华沙的一家古董店收藏，1928年2月23日被華沙國家博物館購入。在第二次世界大戰期間，这幅画被德军拿走。自1945年起，波兰一直尋找這幅畫的下落。2010年11月26日，这幅画出现在德国布克斯特胡德的一个古董市场。波兰文化和国家遗产部开始與有關方面談判協商。2011年7月15日，波兰PZU基金会從德国藏家手中收購了這幅畫作。之後《拿著橘子的犹太人》交由華沙国家博物馆保管。